# Любушани

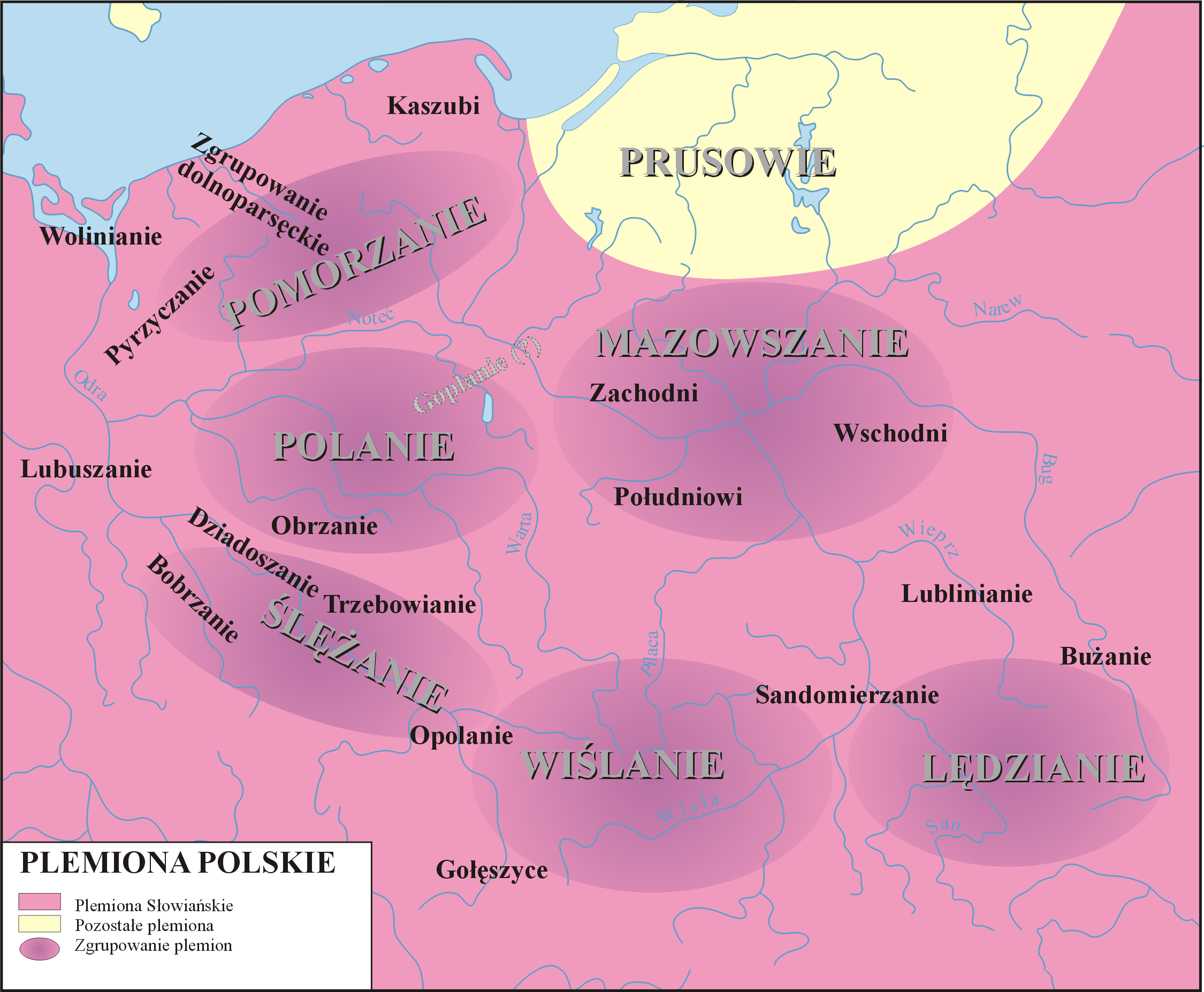

Любушани (Leubuzzi) — західнослов'янське плем'я, що проживало в 900 -х роках на обох берегах середньої течії Одри, на південь від гирла Варти. Головним містом племені було розташоване на західному березі Одри місто Любуш, тепер це сучасне німецьке місто Лебус. У 925 році місто Любуш було повністю зруйновано. В 1000 році польський князь Болеслав I Хоробрий відбудував місто.